# Actinochaetopteryx patellipalpis
Actinochaetopteryx patellipalpis là một loài ruồi trong họ Tachinidae.